# Fotografická kancelář BIP KG AK

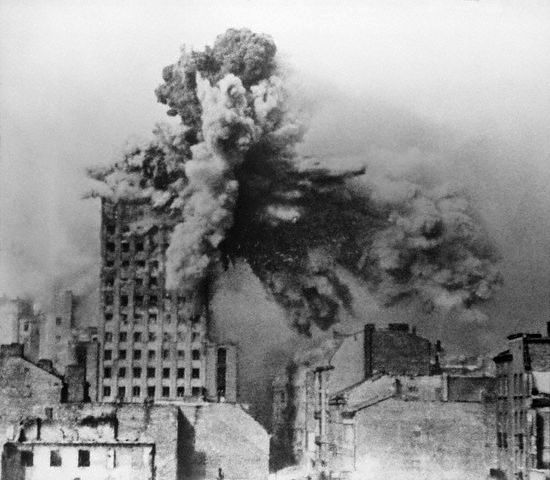
Sylwester Braun: Dne 28. srpna 1944 zasáhl budovu Prudentialu dvoutunový minometný granát Karl Gerät. Pohled ze střechy domu na ul. Koperníka čp. 28.

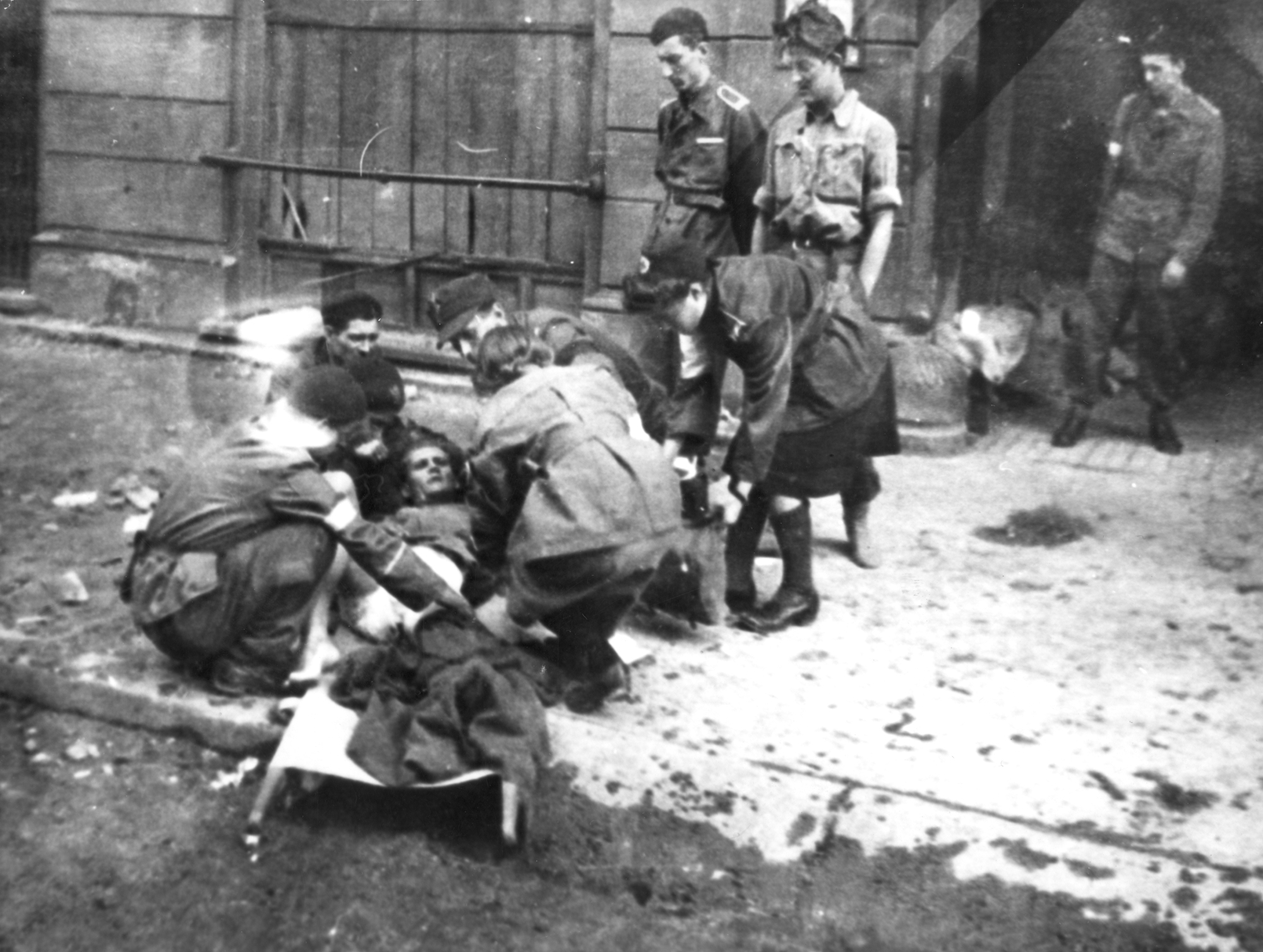
Joachim Joachimczyk: Ošetřovatelé 1. útočného praporu domácí armády „Nałęcz“ poskytují pomoc zraněnému povstalci npor. Henryku Mirowskému ps. "Dub". Podle jiného zdroje je zraněný střelec Ryszard Głuchowský „Jaworzak“ z 2. skautské protiletadlové dělostřelecké baterie „Żbik“ na ul. Chmielna 55. Zleva: Cpl. Tadeusz Błażyński "Świda", Cpl. kadet Andrzej Rażniewski "Krzycki" velitel 3. čety. Kleknou: cpr. kadet Piotr Osiński "Kaczanowski"; Sgt. Henryk Łyżwiński "Czarny", Cpl. kadet Adam Bóbr "Jaxa", Cpl. kadet Jerzy Bogdanowicz "Hercuń", san. Krystyna Kamał "Szafrańska", san. Maria Jezierska "Bogdańska", Kpr se sklání nad taškou. Elżbieta Skrzyńska "Żabska".

Fotografická kancelář BIP KG AK byla konspirační organizace vytvořená v roce 1942 v Němci okupovaném Polsku. Byl podřízen poddivizi mobilizační propagandy „Rój“ odboru mobilizační propagandy Úřadu pro informace a propagandu Hlavního velitelství Zemské armády. Organizace sloužila myšlence dokumentovat činnost polského hnutí odporu a zaznamenávat boje. Do února 1944 byl vedoucím tohoto oddělení Wacław Żdżarski a později Władysław Bala.

## Historie organizace
Za německé okupace vedl referát (skupina vyškolených fotoreportérů a filmových operátorů) školení pro kandidáty na fotoreportéry – polní vojenské zpravodaje (PSW). Nejintenzivnější činnost členů fotografického oddělení se soustředila na události Varšavského povstání, neboť tato pobočka vznikla i pro záznam jeho bojů. Pořízené fotografie byly zaslány do fotolaboratoře Oddělení propagandy na ul. Mazowiecka 8, v prodejně s fotografickou technikou. Do práce dostali fotoaparát Leica. Spolupracovali s odděleními filmu, tisku, rozhlasu a megafonu. 
Někteří z fotografů, jako Sylwester Braun, Witold Romański, Michał Stabrowski (ps. Lubicz), nastoupili do fotografického oddělení až v prvních dnech povstání v roce 1944 – nebyli tedy vycvičeni jako váleční fotoreportéři. Počet a jména všech fotoreportérů patřících do této sekce je velmi obtížné zjistit.

## Seznam fotoreportérů fotografického oddělení

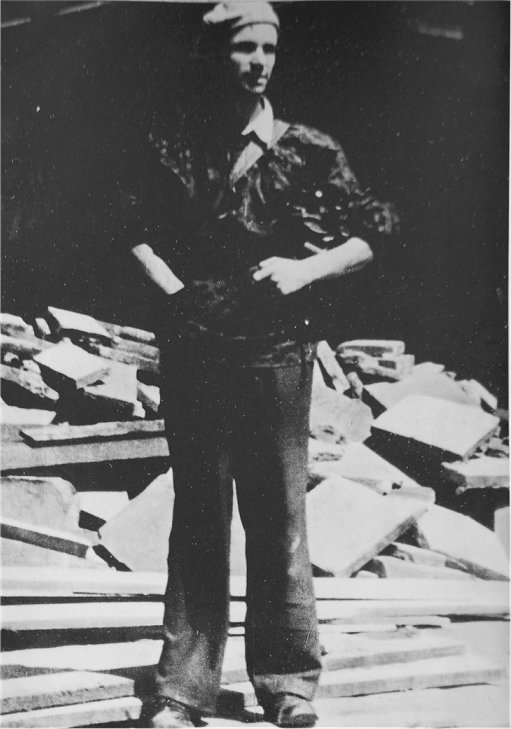
Andrzej Ancuta "Kier"

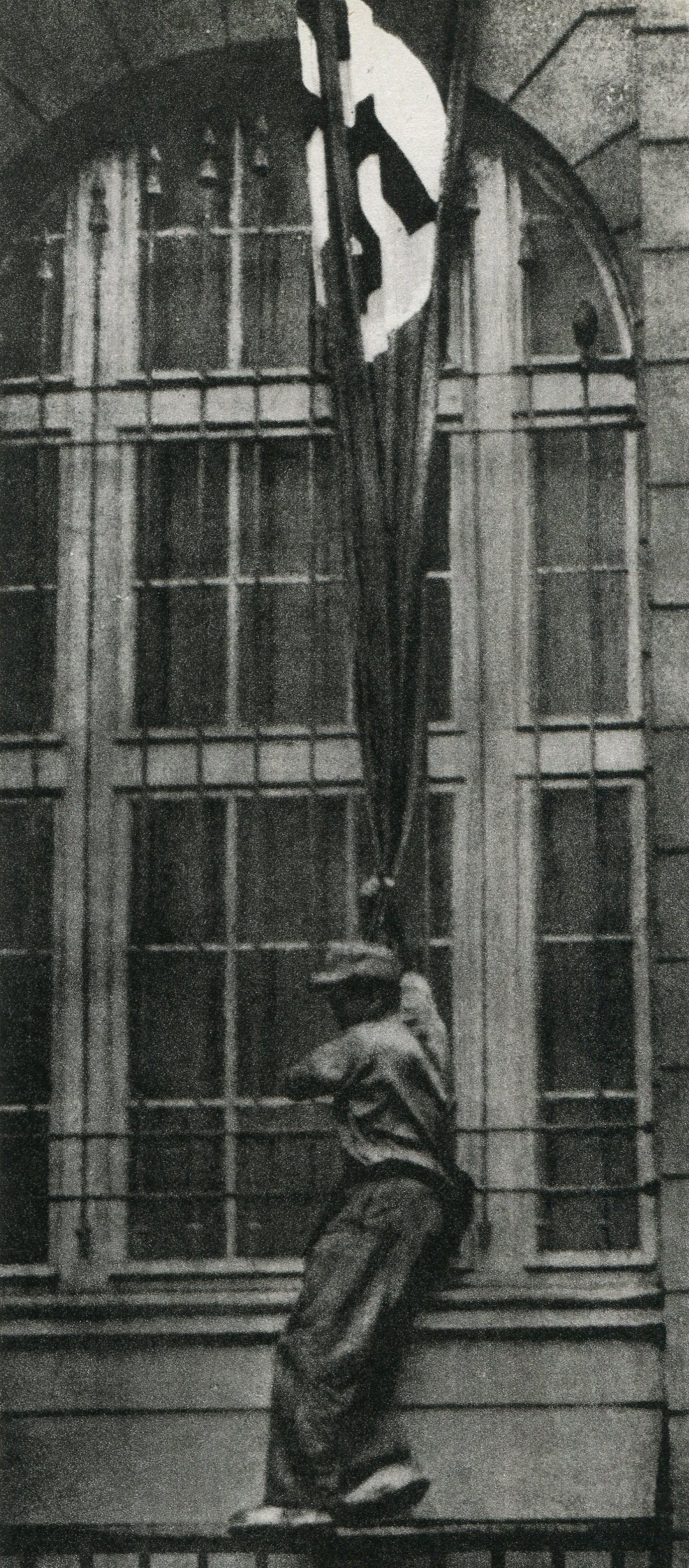
Stanisław Bala "Gíza"

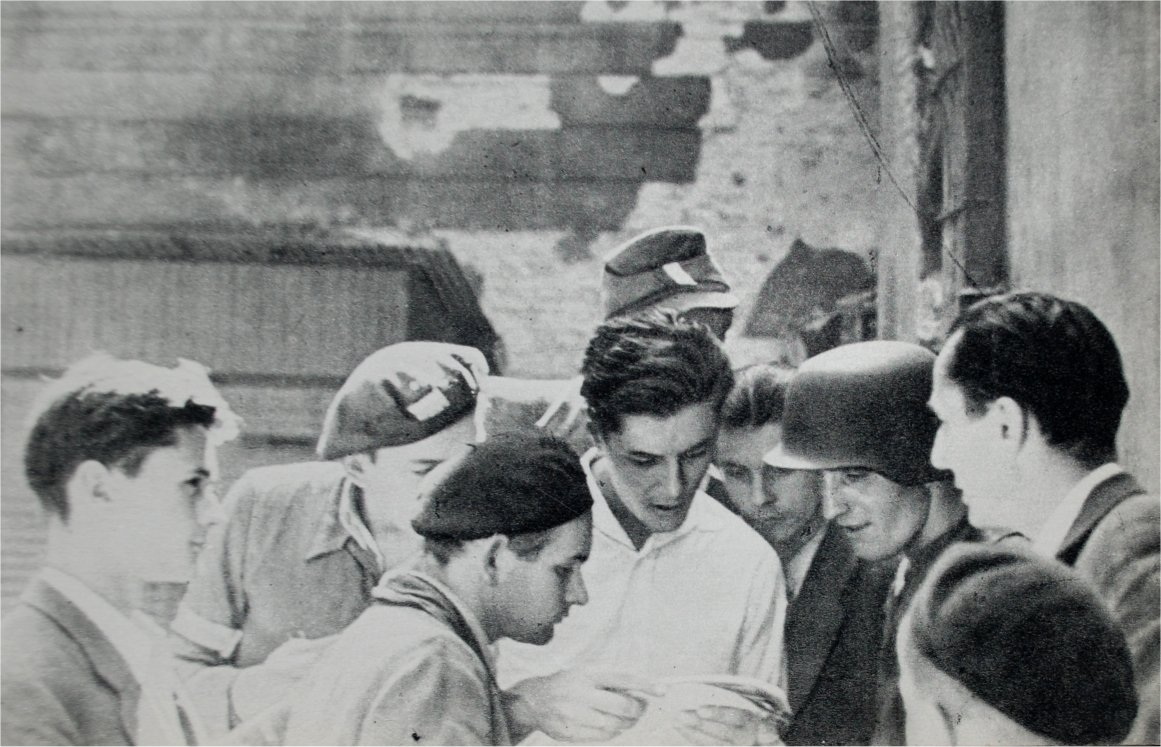
Sylwester Braun (první zprava)

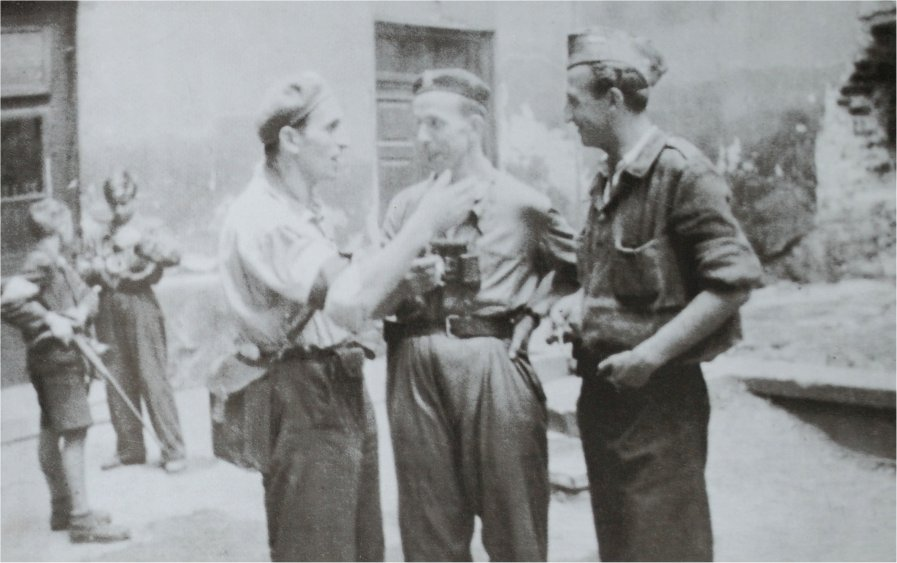
Joachim Joachimczyk (první zleva)

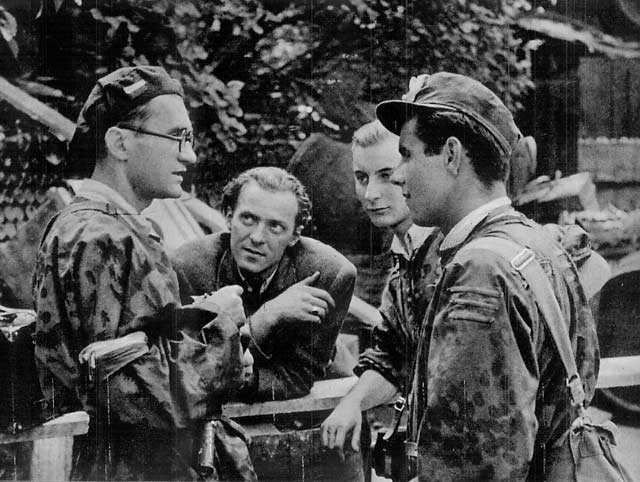
Jerzy Zarzycki "Pik"

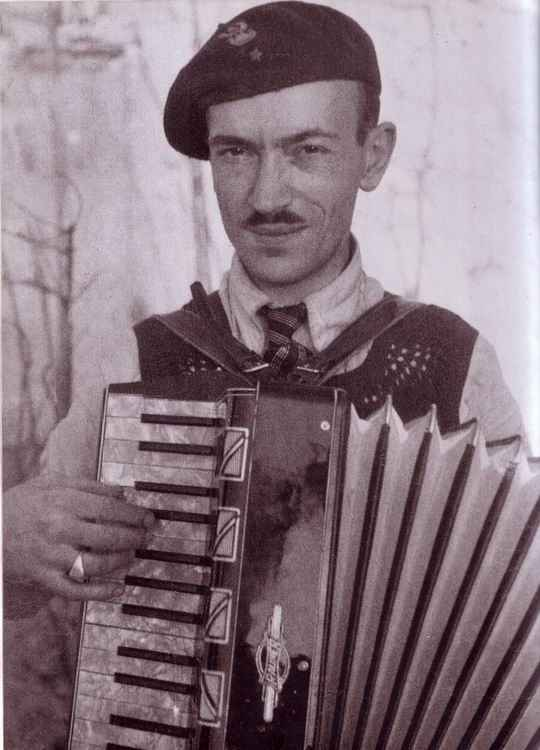
Wacław Żdżarski

Připravil Władysław Jewishiewicki; toto jsou jen některá ze známých a jistých jmen:
- Andrzej Ancuta pseudonym „Kier”, „Coeur”, „Ancuta”[3]
- Stefan Bagiński ps. „Stefan”, „Bagiński”
- Halina Bala ps. „Małgorzata”[3]
- Stanisław Bala ps. „Giza”
- Władysław Bala ps. „Gozdawa”
- Wojciech Banaś ps. „Szach”
- Sylwester Braun ps. „Kris”, „Kar”, „Kora”, „Pol”, „Rad”[3]
- Tadeusz Brzeski ps. „Zdziś”
- Maria Budzanowska ps. „Gnom”[3]
- Tadeusz Bukowski ps. „Bończa”[4][3]
- Janusz Cegiełła ps. „Rawicz”
- Wiesław Ganin ps. „Gil”
- Jerzy Jabrzemski ps. „Jambrzemski”
- Joachim Joachimczyk ps. „Joachim”[3]
- Bogusław Kalasiewicz ps. „Wojnar”
- Czesław Kotlarczyk ps. „Czema”
- Bernard Marwiński ps. „Marwiński”
- Jerzy Michalski ps. „Korczak”
- Stanisław Olkusznik ps. „Śmiałowski”
- Zbigniew Romanowski ps. „Nowy”, „Nowicki”
- Witold Romański ps. „Kuba”
- Leszek Rueger ps. „Grzegorz”
- Michał Stabrowski ps. „Lubicz”
- Mieczysław Ubysz ps. „Wik”
- Jerzy Zarzycki ps. „Pik”[4]
- Wacław Żdżarski ps. „Kozłowski”[4]

Další fotoreportéři a fotografové povstání:
- Stefan Bałuk ps. „Kubuś”, por.[4][3]
- Roman Banach[3]
- Stanisław Barański[4]
- Jerzy Beeger[4]
- Zbigniew Brym[3]
- Wiesław Chrzanowski ps. „Wiesław”, „1083”[4][3]
- Jerzy Chojnacki ps. „Chojny”[4][3]
- Juliusz Bogdan Deczkowski[3]
- Ewa Faryaszewska[5]
- Lech Gąszewski[4][3]
- Eugeniusz Haneman[4][3]
- Mirosław Iringh ps. „Stanko”, ppor.
- Józef Jerzy Karpiński[3]
- K. Kiersnowski
- Eugeniusz Lokajski ps. „Brok”, ppor.[3]
- Elżbieta Łaniewska-Łukaszczyk[3]
- Łukcikowski
- Stefan Rassalski[4][3]
- Leonard Sempoliński[3]
- Stanisław Sommer[4][3]
- Irena Kummant-Skotnicka ps. „Luga”[3]
- Jerzy Świderski „Lubicz”[3]
- Edward Świderski[3]
- Wincenty Szober[3]
- Andrzej Ryttel[4]
- Jerzy Tomaszewski ps. „Jur”[4][3]
- Antoni Wawrzyniak[3]
- Sabina Żdżarska[3]